# CONSORT
CONSORT (ang. Consolidated Standards Of Reporting Trials) – zbiór szeroko stosowanych wytycznych dla raportów opisujących randomizowane badania kliniczne z grupą kontrolną (zob. randomizowane kontrolowane badania kliniczne, ang. randomized controlled trial RCT) opracowany przez redakcyjną Grupę CONSORT. Celem wytycznych jest ograniczenie niepełnego i niepoprawnego przedstawiania wyników badań i zastosowanej w nich metodyki. Deklaracja CONSORT została przetłumaczona na wiele języków.

## Deklaracja CONSORT
Deklaracja CONSORT (ang. CONSORT Statement) jest najważniejszym produktem pracy redakcyjnej Grupy CONSORT (D.G. Altman i in.). Stanowi zestaw zaleceń dla autorów raportów z badań klinicznych. Przedstawia standardowy sposób przygotowywania raportów, który zapewnia przejrzystość i całościowość, ogranicza stronniczość i ułatwia krytyczną ocenę i interpretację przez czytelnika.
Deklaracja CONSORT z 2010 roku składała się z zawierającej 25 pozycji listy kontrolnej, diagramu postępowania oraz krótkiego dokumentu objaśniającego. Lista kontrolna skupia się na konstrukcji, analizie i interpretacji badania, podczas gdy diagram ukazuje przepływ wszystkich uczestników przez różne fazy badania.
Dokument objaśniający (‘Explanation and Elaboration’) wyjaśnia i ilustruje podstawowe zasady Deklaracji CONSORT i powinien być używany w połączeniu z Deklaracją.
Deklaracja CONSORT jest uznawana za wciąż ewoluujący dokument, który jest przedmiotem okresowych zmian stymulowanych przez pojawienie się nowych danych i wątpliwości. Aktualizacja została opublikowana w marcu 2010 roku, można ją znaleźć na oficjalnej stronie Deklaracji. W 2012 roku opublikowano kolejne objaśnienia i uzupełnienia

### Rozszerzenia Deklaracji CONSORT
Deklaracja CONSORT opiera się na najczęściej stosowanym typie badania: randomizowanym dwugrupowym jednoczesnym badaniu klinicznym. Rozszerzenia Deklaracji zostały opracowane, aby stworzyć dodatkowe wytyczne dla inaczej zaprojektowanych badań (np. klasterowych, nieniższościowych, pragmatycznych), innych danych (np. efekty szkodliwe, abstrakty) i interwencji (np. ziołolecznictwo, terapie bezlekowe, akupunktura). Ta lista nie wyczerpuje wszystkich możliwości, dlatego prace nad wytycznymi trwają dalej.

## Historia
W 1993 roku na spotkaniu w Ottawie zebrało się 30 ekspertów – redaktorów periodyków medycznych, badaczy, epidemiologów i metodyków. Celem spotkania była dyskusja nad możliwymi sposobami ulepszenia raportowania badań klinicznych. Owocem tego spotkania była Deklaracja SORT (ang. Standardized Reporting of Trials) – stanowiąca pierwszą propozycję standardowej struktury raportów. Składała się z 32-punktowej listy kontrolnej i diagramu postępowania, w którym zachęcano badaczy do przedstawiania sposobu przeprowadzenia badania.
W Kalifornii równolegle i niezależnie powstała kolejna grupa ekspertów pracująca nad podobnymi wytycznymi – Asilomar Working Group on Recommendations for Reporting of Clinical Trials in the Biomedical Literature. Grupa ta również opublikowała zalecenia dla autorów raportów z randomizowanych badań klinicznych.
W 1995 roku dr Drummond Rennie z medycznego czasopisma JAMA zasugerował, aby przedstawiciele obu tych grup spotkali się w Chicago, w celu połączenia najlepszych wytycznych napisanych przez grupę Asilomar i SORT w jeden spójny dokument. W ten sposób powstała Deklaracja CONSORT, która została opublikowana po raz pierwszy w 1996 roku. Kolejne spotkania Grupy CONSORT w 1999 i 2000 roku doprowadziły do opublikowania zmienionego oświadczenia CONSORT w 2001 roku.
Od czasu aktualizacji z 2001 roku pojawiły się nowe wątpliwości dotyczące raportowania randomizowanych badań klinicznych. Dlatego w 2007 roku odbyło się trzecie spotkanie Grupy CONSORT, który zaowocowało publikacją poprawionej Deklaracji CONSORT i dokumentu objaśniającego w 2010 roku. Użytkownikom wytycznych zaleca się korzystanie z najnowszej wersji Deklaracji CONSORT podczas pisania lub interpretacji raportów z badań klinicznych.

## Znaczenie
Od momentu powstania w 1996 roku Deklaracja CONSORT zyskała znaczące wsparcie i popularność. Jest popierana przez ponad 600 czasopism i grup redakcyjnych na świecie, w tym The Lancet, BMJ, JAMA, New England Journal of Medicine, Międzynarodowy Komitet Edytorów Czasopism Medycznych (ICMJE). Deklaracja jest wielokrotnie cytowana, a jej strona internetowa regularnie notuje dużą liczbę odwiedzin. Została również opublikowana jako książka z przeznaczeniem dla osób zaangażowanych w planowanie, prowadzenie i interpretację badań klinicznych. Baza danych CONSORT zawiera ponad 700 badań.
Wyniki niedawnego przeglądu systematycznego sugerują, że korzystanie z listy kontrolnej jest powiązane z poprawą jakości raportów z randomizowanych badań klinicznych.
Po wprowadzeniu Deklaracji CONSORT powstały podobne inicjatywy na rzecz poprawy jakości raportów z innych rodzajów badań. Należą do nich m.in.:
- STORBE – Strengthening the Reporting of Observational Studies in Epidemiology[20]
- STARD – Standards for the Reporting of Diagnostic Accuracy Studies[21]
- STREGA – Strengthening the Reporting of Genetic Association studies[22]
- PRISMA – Preferred Reporting Items for Systematic Reviews and Meta-Analyses[23]
- SQUIRE – Standards for Quality Improvement Reporting Excellence[24]

Powyższe wytyczne zostały włączone do inicjatywy EQUATOR Network, której celem jest wzmocnienie przejrzystego i prawidłowego przedstawiania raportów z badań naukowych.